# Caloptilia aceris
Caloptilia aceris är en fjärilsart som beskrevs av Tosio Kumata 1966. Caloptilia aceris ingår i släktet Caloptilia och familjen styltmalar. Inga underarter finns listade i Catalogue of Life.